# Игнатова, Ирина Матвеевна
Ирина Матвеевна Игнатова (урождённая Грибкова) (1895 — 25 сентября 1919) — сотрудница Хамовнического районного комитета РКП(б) Москвы. Похоронена на Красной площади в Москве.

## Биография
Игнатова (урожденная Грибкова) происходила из крестьян Тульской (по другим данным — Калужской) губернии.
Переехав в Москву, работала домашней прислугой, работницей в красильне Лямина. С 1914 года была санитаркой в военном лазарете.
С 1916 года стала кондуктором трамвая.
Большевики Уваровского трамвайного парка вовлекли полуграмотную работницу в революционную борьбу. Участвовала в Октябрьском вооруженном восстании в Москве. В дни боев доставляла в штаб ценные сведения о юнкерах. Вместе с другими кондукторами и стрелочницами рыла заградительные окопы, чтобы вражеские броневики не прорвались к Хамовническому ревкому. Она сражалась на Крымской площади, у Смоленского рынка, на подступах к штабу Московского военного округа, Александровскому юнкерскому училищу, Манежу и Троицким воротам Кремля.
3 ноября 1917 года в составе революционного отряда Уваровского трамвайного парка участвовала в захвате Кремля.
В 1918 году Ирина вступила в РКП(б). После окончания инструкторских курсов Военно-продовольственного бюро, была направлена в Воронежскую губернию, для участия в кампании по перевыборам сельских и волостных Советов в Павловском уезде.
После возвращении в Москву работает в отделе по работе среди женщин Хамовнического райкома РКП(б). Работала в комиссии по связи с фронтом, ездила с подарками на позиции.
В сентябре 1919 года Игнатова была избрана делегатом 1-й губернской конференции работников советских общественных и торговых учреждений и предприятий.
Погибла при взрыве 25 сентября 1919 года в Леонтьевском переулке в здании Московского комитета РКП(б).
Похоронена у Кремлёвской стены.

## Ссылка
- Под ред. Е. М. Жукова. Красная площадь // Советская историческая энциклопедия. — М.: Советская энциклопедия. — 1973—1982.